# 比塞斯协议
《比塞斯协议》是在第二期聯合國安哥拉核查團的監督下，規劃了安哥拉走向多黨制民主化。安哥拉人民解放運動主席兼安哥拉總統若澤·愛德華多·多斯桑托斯與爭取安哥拉徹底獨立全國聯盟（簡稱安盟）於1991年5月31日在葡萄牙里斯本簽署了該和約。然而安盟拒絕接受1992年安哥拉總統選舉的官方結果，稱其受到操縱，並重新開始游擊戰。

## 談判
安盟與安哥拉政府於1991年4月開始六輪談判。以外交部長若澤·曼努埃爾·巴洛索為代表的葡萄牙政府在兩者中間進行斡旋，美國政府和蘇聯政府官員則進行旁聽。

## 條款
安哥拉政府和安盟成立了聯合核查和監察委員會以及組建安哥拉武裝部隊聯合委員會。聯合核查和監察委員會監督政治和解，而安哥拉武裝部隊聯合委員會則監督軍事活動。該協議試圖遣散152,000名現役武裝人員，並將剩餘的政府軍和安盟叛軍整合為一支50,000人的安哥拉武裝部隊(FAA)。安哥拉武裝部隊將由40,000人的陸軍、6,000人的海軍和4,000人的空軍組成。聯合國監督下的多黨選舉將於1992年9月舉行。

## 結果
儘管聯合國宣布總統選舉總體上“自由和公平”，但戰鬥仍在繼續。1992年大選後的頭十八個月內有12萬人被殺，幾乎是之前十六年戰爭傷亡人數的一半。 1994年《路沙卡議定書》重申了比塞塞和約。